# Niederlahnstein

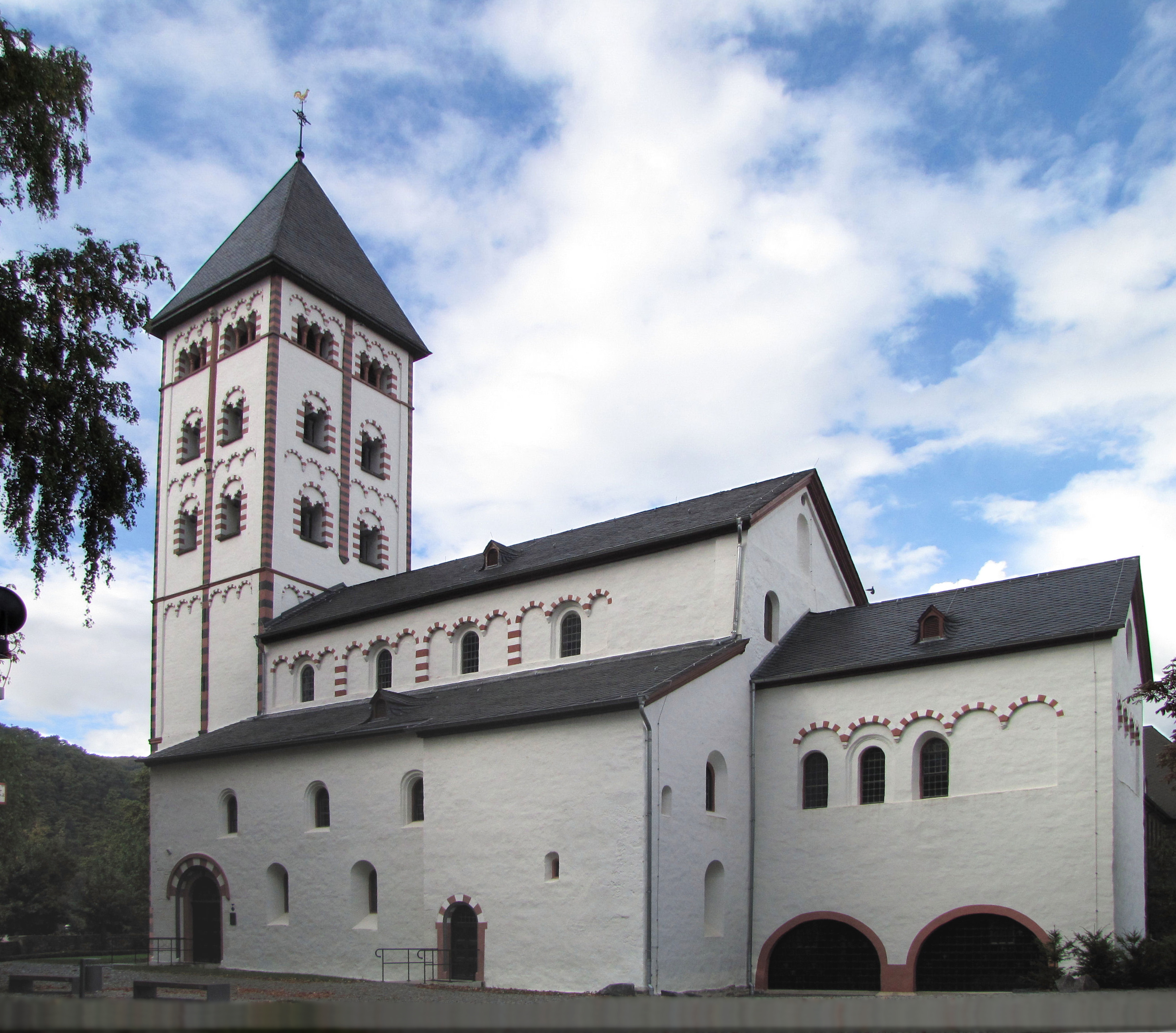
Johanniskirche

Niederlahnstein ist ein Stadtteil von Lahnstein im Rhein-Lahn-Kreis in Rheinland-Pfalz. Der Ort liegt auf der rechten Rheinseite und auf der rechten Seite der Lahn, an der Mündung der Lahn in den Rhein. Niederlahnstein war eine eigenständige Stadt, bis sie 1969 mit Oberlahnstein zur neugeschaffenen Stadt Lahnstein vereinigt wurde.

## Geschichte
Bereits in antiker Zeit wurde das Römische Militärlager auf dem Feldberg bei Lahnstein errichtet. Später, im Jahr 369, erbauten die Römer im heutigen Niederlahnstein einen Burgus an der Lahnmündung, der als Grenzbefestigung diente und eine Art Wachtposten für das Kastell Confluentes (heute Koblenz) war. Das auf den Resten des Burgus' erbaute Haus Lohenstein fiel 1018 vom Engersgau an Kurtrier, im 12. Jahrhundert folgte an gleicher Stelle die Errichtung der spätromanischen Johanniskirche.
Nachdem 1139 Ludwig III. Graf von Arnstein seine Burg zu einem Prämonstratenser Kloster umgewidmet hatte, übertrug er auch den in diesem Jahr erstmals erwähnten Märkerhof auf das Kloster. Nach seinem Tod gelangte der Hof in den Besitz der Grafen von Nassau, welche ihn im Jahre 1247 zum freien Märkerhof freisprachen. Der Trierer Erzbischof Arnold II. von Isenburg erwarb 1256 die Vogtei von Niederlahnstein. 1299 befiehlt Papst Bonifatius VIII. den Äbten von St. Pantaleon, St. Severin aus der Diözese Köln, und von Oberwesel in der Diözese Trier, und den Dechanten der umliegenden Kirchen, gegen den Ort Lahnstein in der Diözese Trier, da dieser die Deutschordensbrüder zu Koblenz erpresse.
Niederlahnstein erhielt 1332 die Stadtrechte, sie blieben jedoch ohne Auswirkungen, da der Trierer Kurfürst diese nicht wirksam werden ließ und so blieb Niederlahnstein ein Marktflecken. An der Lahn wurde 1348 ein Trierer Zollturm errichtet, der im 1697 erbauten Wirtshaus an der Lahn erhalten geblieben ist. 1358 wurde die St.-Barbara-Kapelle erbaut. Während der Mainzer Stiftsfehde 1461/1462 fielen Burg Lahneck und Oberlahnstein zeitweise an Kurtrier, nachdem 1462 Koblenzer und Trierer Truppen Oberlahnstein angegriffen hatten. 1518 bis 1523 wurde im Auftrag des Abtes des Klosters Arnstein Adam von Montabaur der heutige Bau des Arnsteiner Hofes, heute Forstamt, errichtet.
Die Pest brach 1542 in Lahnstein aus. 1569 wurde zwischen Ober- und Niederlahnstein eine Fährlinie über die Lahn errichtet. Im Dreißigjährigen Krieg wurde der Ort mehrfach durch schwedische, kaiserliche, französische und hessische Truppen besetzt. Eine erste Allerheiligenbergkapelle wurde 1671, der neugotische Nachfolgebau 1895–1901 erbaut. Goethe legte in Begleitung von Lavater und Basedow bei einer Schiffsreise auf der Lahn und dem Rhein am 18. Juli 1774 in Niederlahnstein an und nahm im Wirtshaus an der Lahn sein Mittagessen ein.
Während der Koalitionskriege wurden Ober- und Niederlahnstein zwischen 1795 und 1800 wechselweise von österreichischen, preußischen, französischen und russischen Truppen besetzt. Nachdem sich die Franzosen im Frieden von Lunéville vom rechten Rheinufer zurückgezogen hatten, fiel Lahnstein zunächst durch den Reichsdeputationshauptschluss von 1803 an Nassau-Usingen und dann 1806 an das neu geschaffene Herzogtum Nassau.
1801 mit dem Frieden von Lunéville ging der Arnsteiner Hof im Zuge der Säkularisation in das Eigentum der Nassauischen Domänenverwaltung über. Sie verpachteten den Hof zwei Jahre später an den Hofrat und Amtsverweser Peter von Lassaulx in Erbpacht. Dieser erwarb noch einen Teil der Güter des Klosters Dietkirchen, des St.-Kastor-Stiftes sowie die Ruine (Burg) Lahneck hinzu. Nach seinem Tod verkauften die Erben den Arnsteiner Hof an das herzogliche Finanzkollegium. Seit 1868 wird der Hof vom jeweiligen Forstamt genutzt.
1815/16 wurde auf dem Wiener Kongress die Zugehörigkeit Niederlahnsteins stark diskutiert. Preußen verlangte zum Schutz der Festung Ehrenbreitstein die Eingliederung der Ortschaften am rechten Rheinuferstreifen, mindestens jedoch Niederlahnsteins. Durch diplomatisches Geschick gelang es dem Herzogtum Nassau, seine Gebietsansprüche gegen das Königreich Preußen durchzusetzen, obwohl dieses mehrmals mit preußischen und sächsischen Truppen die Lahnmündung besetzten.
Ein erster Streckenabschnitt der Lahntalbahn von Oberlahnstein bis Bad Ems wurde am 1. Juli 1858 eröffnet. Am 11. August 1856 wurde das erste Teilstück der Nassauischen Rheinbahn von Wiesbaden nach Rüdesheim eröffnet. Wegen der schwierigen Bauarbeiten wurde die Strecke erst am 22. Februar 1862 bis Oberlahnstein und am 3. Juni 1864, nachdem seit 1862 die erste Eisenbahnbrücke über die Lahn erbaut worden war, bis Niederlahnstein verlängert.
Nachdem das Herzogtum Nassau den Deutschen Krieg 1866 an der Seite Österreichs verloren hatte, wurde es von Preußen annektiert. Das nun preußische Lahnstein begann bis 1869 mit den Arbeiten zum Anschluss seiner Eisenbahn an die preußische Rechte Rheinstrecke. Seit 1873 verbindet eine Straßenbrücke über die Lahn die heutigen Stadtteile Ober- und Niederlahnstein.

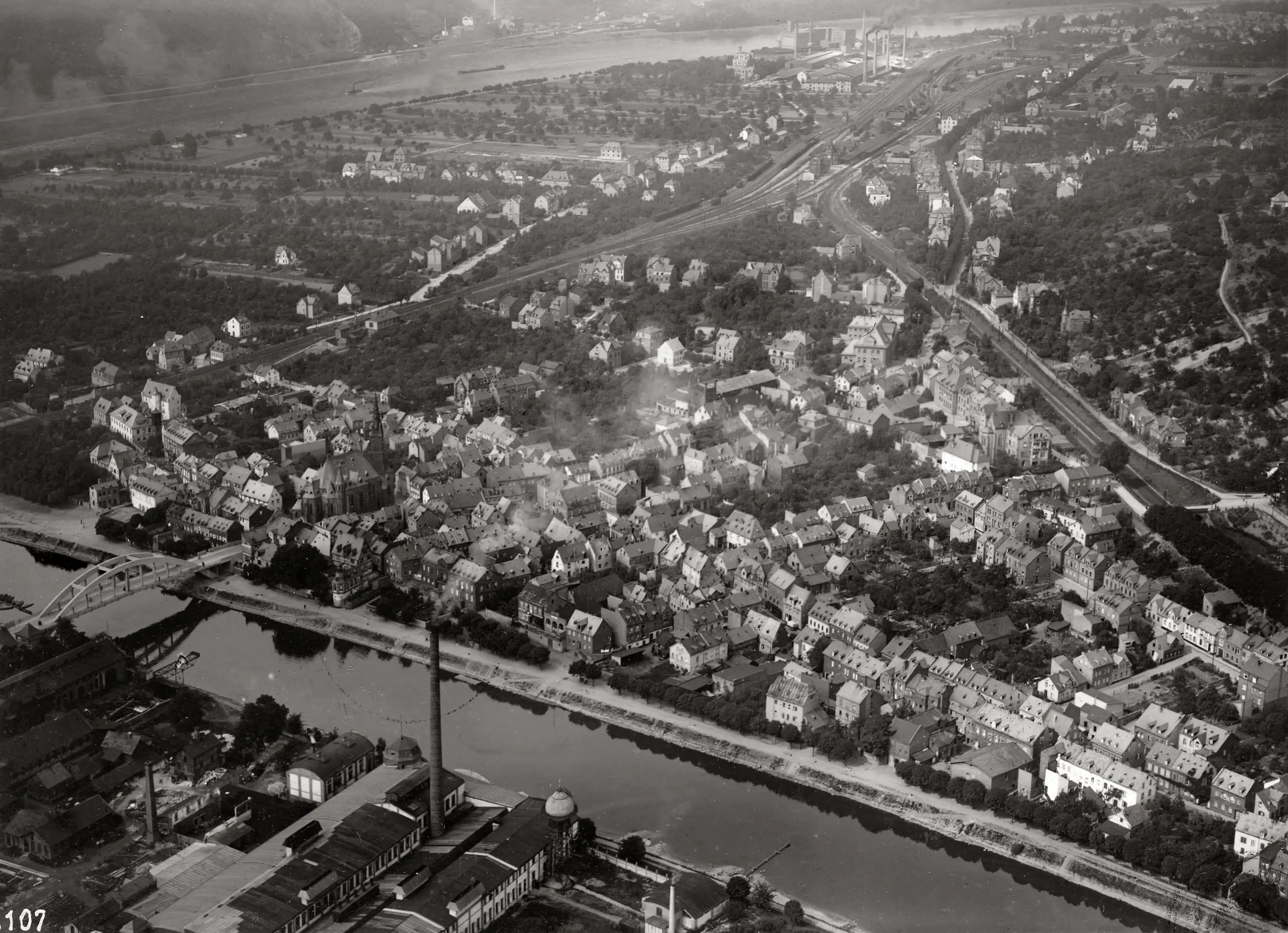
Blick auf Niederlahnstein 1928

Am 7. Juni 1885 erhielt Niederlahnstein durch die preußische Kreisordnung für die Provinz Hessen-Nassau Stadtrechte. Somit wurde Niederlahnstein von 1885 bis zum Zusammenschluss mit Oberlahnstein amtlich als Stadt geführt.
1900 wurde die ehemalige Hohenrheiner Hütte an der Lahn von den Schmidt Drahtwerken übernommen. Die seit 1876 stillgelegte Hütte verfügte über zwei Hochöfen. 1906, nach einem Ausbau der Lahn, konnte Rohmaterial direkt per Schiff oder per Zug, über die Lahntalbahn, direkt zur Hohenrheiner Hütte geliefert werden.

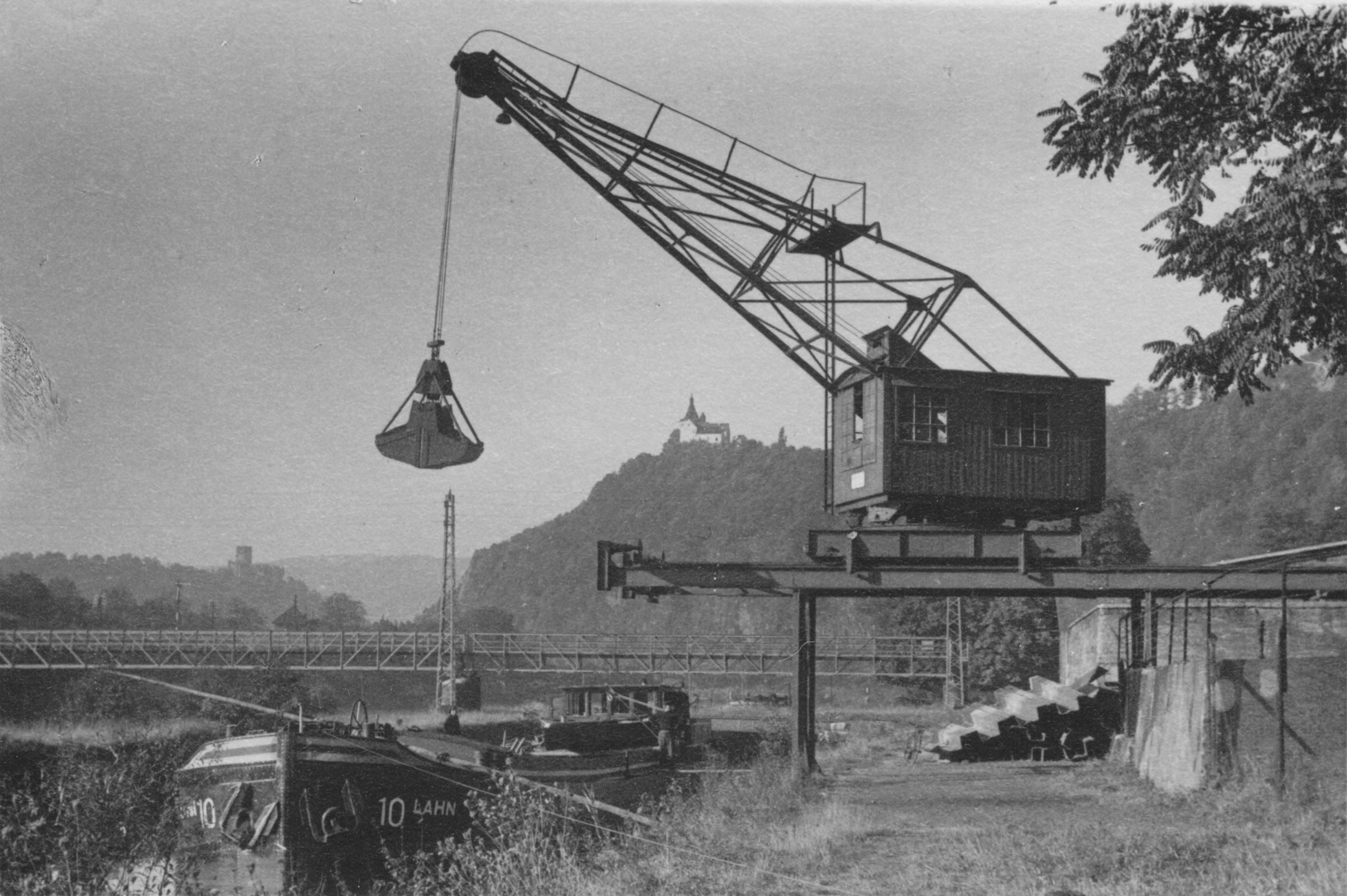
Schiffsverladestelle Drahtwerk C. S. Schmidt Lahnstein Hohenrhein

1902 wurde Niederlahnstein an die Koblenzer Straßenbahn angebunden. Zwischen 1910 und 1912 erfolgte durch Theodor Zais die Erschließung der Ruppertsklamm. Nach dem Ersten Weltkrieg wurde Lahnstein im Rahmen der Rheinlandbesetzung zwischen 1918 und 1929 von französischen Truppen besetzt.
Die während der NS-Zeit errichtete Deines-Bruchmüller-Kaserne, die heutige Rittersturz-Kaserne, wurde am 27. März 1945 von US-Truppen besetzt und beherbergte unter der Betreuung der UNRRA bis 1948 ein Lager für Displaced Persons.
Nach dem Krieg kamen beide Lahnsteins 1946 an das damals neu gegründete Land Rheinland-Pfalz. 1947 wurden die beiden Lahnbrücken, welche beim Rückzug der Wehrmacht gesprengt wurden, wiedererrichtet. 1957 wurde an der Lahn die Staustufe fertiggestellt.

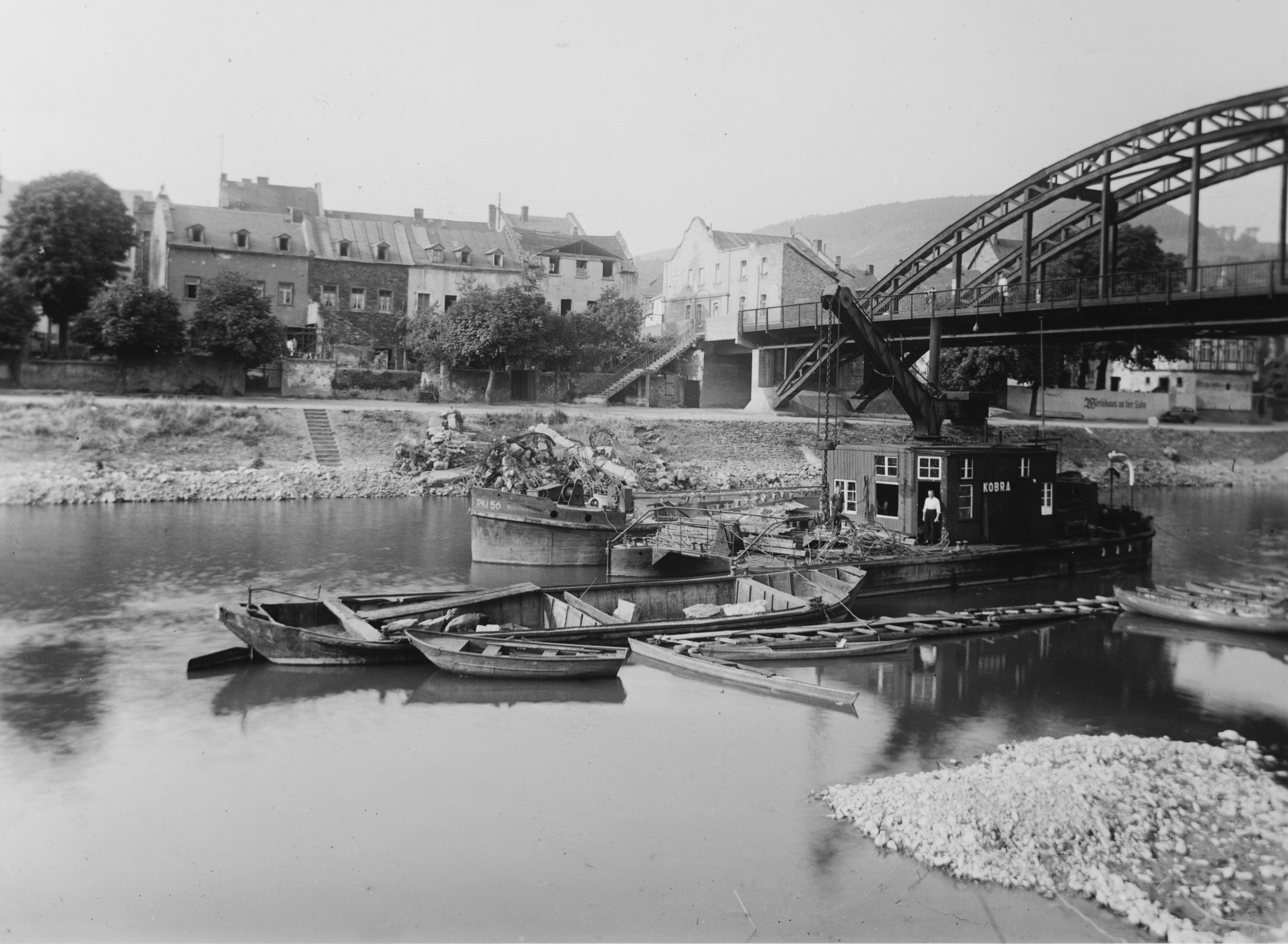
Straßenbrücke Oberlahnstein-Niederlahnstein

Bis 1969 war Niederlahnstein eine selbstständige kreisangehörige Stadt; sie wurde am 7. Juni 1969 mit der Nachbarstadt Oberlahnstein zur Großen kreisangehörigen Stadt Lahnstein vereinigt.

## Der Baareschesser

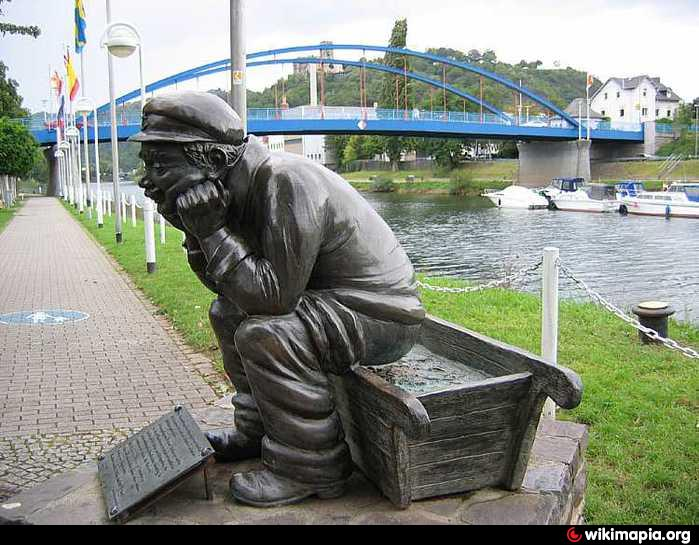
Baareschesser-Denkmal am Lahnufer

Im Mittelalter litt der Ort an einem Mangel frischen Quellwassers, der dazu führte, dass die Menschen ihre Notdurft in Trögen oder Kästen (Baare) verrichten mussten, um das Grundwasser rein zu halten. Die Notdurft wurde ungeklärt („bar“) in der nahen Lahn entleert (nach einer anderen Erklärung steht „Barre“ für eine Sandbank an der früher unbefestigten Lahnmündung), sodass die Einwohner den Spottnamen „Baareschesser“ erhielten. Das 1992 eingeweihte Baareschesser-Denkmal am Lahnufer erinnert daran.

## Öffentliche Einrichtungen

### Bildung

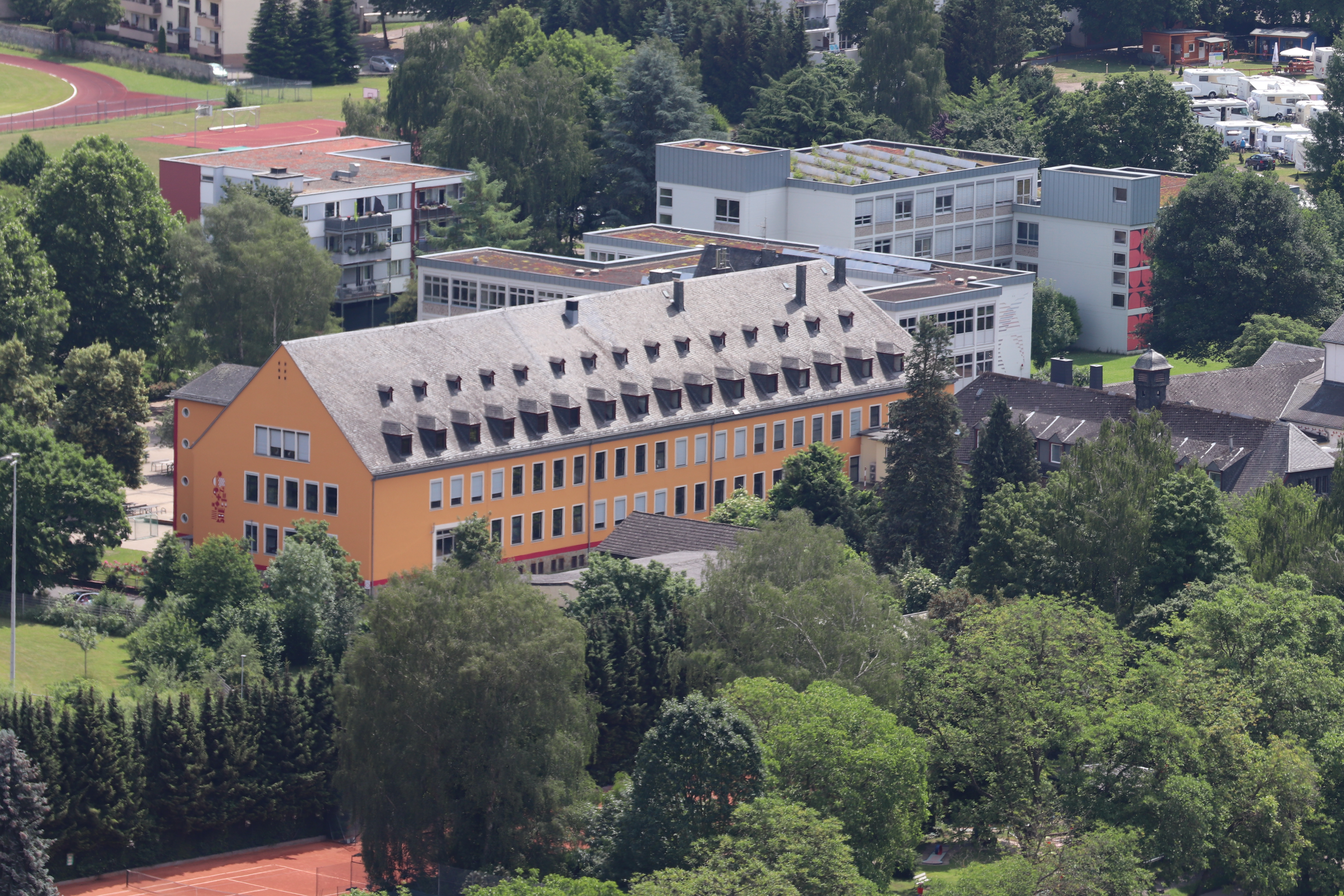
Johannes-Gymnasium Lahnstein

Grundschule: Schillerschule (bis 2007 auch Hauptschule)
Gymnasium: Johannes-Gymnasium Lahnstein

### Medizinische Versorgung
Nachdem 1858 drei Schwestern der Armen Dienstmägde nach Niederlahnstein entsandt worden waren, konnte nach mehrfachem Wohnungswechsel 1866 das in der Emser Straße 36 erworbene Haus als provisorisches Krankenhaus dienen. Während des Deutsch-Französischen Kriegs von 1870/71 wurde sie St. Josefs-Anstalt als Lazarett genutzt.
Durch die Nähe zur Lahn wurde das Haus von Hochwassern bedroht und so wurde überlegt, das Krankenhaus an einen besseren Ort zu verlegen. Durch den Kulturkampf behindert, befürwortete der Regierungspräsident erst 1895 das Vorhaben. Nach 18-monatiger Bauzeit konnte das St. Josefskrankenhaus 1897 in der Bergstraße eingeweiht werden. Damals handelte es sich um das größte Krankenhaus im Kreis St. Goarshausen.
Während des Ersten Weltkriegs wurde das Krankenhaus, wie auch das Johanniskloster als Reserve-Lazarett benutzt. Nachdem das Krankenhaus von der französischen Besatzung beschlagnahmt worden war, konnten seit Ende 1919 wieder zivile Kranke behandelt werden.
In den 1930er Jahren erfuhr das Krankenhaus viele Modernisierungen, so u. a. eine Isolierstation. Den Zweiten Weltkrieg überstand das Krankenhaus ohne größere Schäden. In den 1950er Jahren wurde das Krankenhaus erneut modernisiert, u. a. wurde eine Entbindungsstation eröffnet.
Der 1961 gefasste Beschluss, zwei Großkrankenhäuser in den Städten Oberlahnstein und Nastätten zu errichten, bedeutete das langfristige Aus des Krankenhauses. Hinzu kam die finanziellen Schwierigkeiten des Ordens, der mit Nachwuchsproblemen rang. Am 26. Mai 1965 stellte das Krankenhaus gegen den Protest von Bevölkerung und lokaler Politik seinen Betrieb ein. Seitdem konzentriert sich die gesundheitliche Versorgung auf das 1965 eröffnete St. Elisabeth Krankenhaus in Oberlahnstein.
Im Anschluss wurde das Haus bis 1989 vom Orden als Schwestern-Altersheim betrieben. Nachdem die letzten Schwestern in das Krankenhaus in Horchheim gezogen waren, wurde das ehemalige Krankenhaus erst als Wohnheim für Asylbewerber und Aussiedler benutzt, bis es zu Beginn des neuen Jahrtausends abgerissen wurde. Somit besitzt Niederlahnstein kein eigenes Krankenhaus mehr.

## Einwohnerentwicklung
| Jahr | Einwohner |
| ---- | --------- |
| 1885 | 2.843     |
| 1890 | 3.114     |
| 1910 | 4.703     |
| 1925 | 5.088     |
| 1933 | 5.421     |
| 1939 | 6.812     |

## Wappen und Flagge
| Wappen von Niederlahnstein | Blasonierung: „Gespalten von Silber (Weiß) und Rot; vorne ein durchgehendes facettiertes rotes Kreuz, hinten ein gesenkter silberner (weißer) Anker; im Oberwappen eine dreitürmige silberne (weiße) Mauerkrone.“ |
| Wappen von Niederlahnstein | Wappenbegründung: Das Wappen vom preußischen Staatsministerium 1910 verliehene Wappen erinnert mit dem Trierer Kreuz an die frühere Zugehörigkeit zu Kurtrier, die bereits im frühen 11. Jahrhundert bestand. Der 1803 ins Stadtsiegel (und später ins Wappen) aufgenommene Anker weist auf die Schifffahrt auf der Lahn und dem Rhein hin. Die Mauerkrone symbolisiert die zuletzt 1883 verliehenen Stadtrechte. |

|  | 00Hissflagge: „Die Flagge ist rot-weiß quergestreift mit dem Wappen in der Mitte.“ |

## Infrastruktur
Der Bahnhof Niederlahnstein liegt an der Bahnstrecke Köln–Wiesbaden (Rechte Rheinstrecke) und der Bahnstrecke Wetzlar–Koblenz (Lahntalbahn).
Durch den Ort verläuft die Bundesstraße 42 und als Abzweig beginnt die Bundesstraße 260.
Seit 1873 verbindet eine Straßenbrücke die beiden Stadtteile Nieder- und Oberlahnstein; die 1997 erneuerte Brücke erhielt 2008 den Namen Rudi-Geil-Brücke.

## Sehenswürdigkeiten
- Johanniskirche – Zwischen 1130 und 1136 wurde die Johanniskirche erbaut. Sie wurde 1794 durch französische Revolutionstruppen zerstört und brannte völlig aus. Die Kirche blieb zunächst als Ruine stehen, 1844 stürzte einer der Türme ein. Der Wiederaufbau erfolgte von 1856 bis 1866. 1906 wurde die Kirche zur Klosterkirche.
- Allerheiligenbergkapelle
- Nassau-Sporkenburger Hof, heute Städtische Bühne Lahnstein
- Wirtshaus an der Lahn
- Barbarakirche – Saalkirche im Stil der Nachkriegsmoderne

Siehe auch: Liste der Kulturdenkmäler in Lahnstein

## Persönlichkeiten

### Ehrenbürger
- Fritz Michel (1877–1966), Arzt und Historiker, verliehen 1954[10], 2020 entzogen.[11]

### Söhne und Töchter der Stadt
- Ernst Biesten (1884–1953), Jurist
- Hanns Maria Braun (1910–1979), Journalist und Schriftsteller
- Wilhelm Christian Crecelius (1898–1979), Mediziner
- Anton Dahlem (1859–1935), Mitglied des Deutschen Reichstags
- Daniel Douqué (1806–1891), Lahnschiffer und Politiker
- Franz Anton Douqué (1768–1851), Lahnschiffer und Politiker
- Manuela Grochowiak-Schmieding (* 1959), Politikerin (Bündnis 90/Die Grünen), Mitglied des Landtags von Nordrhein-Westfalen
- Grit Hegesa (1891–1972), Tänzerin und Schauspielerin
- Willibald Hilf (1931–2004), Politiker
- Paul Kirchberger (1878–1945), Mathematiker, Physiker, Pädagoge und Autor
- Dagmar Leupold (* 1955), Schriftstellerin
- Gabriele Leupold (* 1954), Übersetzerin
- Willi Löhr (* 1947), Fußballspieler
- Fritz Michel (1877–1966), Arzt, Politiker, Historiker und Kunsthistoriker
- Maria Hugonis Schäfer (1930–2014), Ordensschwester und Erzieherin
- Christian Sebastian Schmidt (1851–1921), Unternehmer und Mitglied des Provinziallandtags der Provinz Hessen-Nassau
- Carl Vath (1909–1974), Kaufmann und römisch-katholischer Prälat sowie Präsident Caritas Internationalis
- Markus Zimmermann-Acklin (* 1962), römisch-katholischer Theologe

### Mit der Stadt verbundene Personen
- Wilhelm Bruchhäuser (1895–1976), Politiker, Leiter des Arbeitsamtes Niederlahnstein, 1933 wegen seiner politischen Haltung strafversetzt[12]
- Richard Ott (1928–2008), Ordenspriester, Philologe und Lehrer am Johannes-Gymnasium
- Walter Spix (1894–1942), ab 1928 Superior der Arnsteiner Patres im Johanneskloster, im KZ Dachau ermordet
- Martin Weber (1890–1941), Architekt, Erbauer der Pfarrkirche St. Barbara in Niederlahnstein